# John Cuneo
John Bruce Cuneo est un skipper australien né le 16 juin 1928 à Brisbane (Queensland) et mort le 2 juin 2020.

## Carrière
John Cuneo remporte, lors des Jeux olympiques d'été de 1972 à Munich, la médaille d'or dans la catégorie des Dragon.